# علي غالب
علي أحمد غالب مثنى (ولد في 17 أغسطس 1993 في المحرق، البحرين) لاعب كرة قدم بحريني يجيد اللعب في مركز الظهير الأيمن. يلعب حاليا لصالح البسيتين البحريني منذ 2022.